# Women in the Wind (club de motardes)
Pour le film américain de 1939, voir Women in the Wind.
Women in the Wind (WITW) est un club international féminin de motardes (en) 
Il a été fondé en 1979 par Becky Brown, intronisée au Temple de la renommée de la moto de l'American Motorcyclist Association (AMA), une organisation américaine à but non lucratif de plus de 200 000 motocyclistes qui organise de nombreuses activités de motocyclisme et des campagnes pour les droits légaux des motards.
L'organisation cherche à fédérer les femmes motocyclistes, à promouvoir une image positive des femmes et du motocyclisme et à éduquer ses membres sur la sécurité et l'entretien des motos.
Le club compte plus de 100 chapitres aux États-Unis, au Canada, en Grande-Bretagne et au Portugal. L'adhésion à cette organisation est ouverte aux femmes qui possèdent et/ou conduisent une moto de toute marque. Les membres sont tenus de détenir un permis de conduire valide avec une approbation ou un permis de motocyclette.
Il s'agit de la plus grande organisation de motocyclistes féminines de son genre.
La moto de la fondatrice Becky Brown est exposé au National Motorcycle Museum (Anamosa, Iowa) (en) à Anamosa, dans l'Iowa.

## Filmographie
L'origine du nom de cette organisation est inspiré du film :
"Behind Closed Doors: Women in the Wind." Hamilton, Karen, BBC TV (1998)
Littéralement : Derrière les portes fermées: les femmes dans le vent.